# أنخيل دنيس
أنخيل دنيس (بالإيطالية: Ángel Dennis) (13 يونيو 1977 في كوبا - ) هو لاعب كرة طائرة شاطئية ولاعب كرة طائرة إيطاليا وكوبا في مركز مهاجم ‏. شارك في الألعاب الأولمبية الصيفية 2000. ولعب مع نادي مودينا للكرة الطائرة.

## وصلات خارجية
- أنخيل دنيس على موقع الاتحاد الأوروبي (الإنجليزية)
- أنخيل دنيس على موقع عالم الكرة الطائرة (الإنجليزية)
- أنخيل دنيس على موقع دوري الدرجة الأولى الإيطالي للكرة الطائرة - رجال (الإيطالية)
- أنخيل دنيس على موقع أوليمبيديا (الإنجليزية)